# Šiprúň
Šiprúň (1461 m n. m.) je dvouvrcholová hora ve Velké Fatře na Slovensku. Nižší západní vrchol (1443 m) se nachází v Liptovské větvi hlavního hřebene, která se v těchto místech dělí na další dvě ramena (oddělena údolím Čutkovo). Vyšší vrchol (1461 m) leží ve východní rozsoše nižšího vrcholu, od něhož je oddělen Vyšným Šiprúnskym sedlem (1385 m). Rozsocha dále pokračuje k vrcholu Pulčíkovo (1238 m), za nímž klesá do údolí Revúce. Vyšší vrchol poskytuje dobré výhledy.

## Přístup
- po červené  značce z Vyšného Šiprúnskeho sedla (na vyšší vrchol)